# Trollgölen (Tidersrums socken, Östergötland)
Trollgölen är en sjö i Kinda kommun i Östergötland och ingår i Motala ströms huvudavrinningsområde.